# Campeonato Mundial Júnior de Patinação Artística no Gelo de 2009
O Campeonato Mundial Júnior de Patinação Artística no Gelo de 2009 foi a trigésima quarta edição do Campeonato Mundial Júnior de Patinação Artística no Gelo, um evento anual de patinação artística no gelo organizado pela União Internacional de Patinação (em inglês:  International Skating Union) onde os patinadores artísticos competem pelo título de campeão mundial júnior. A competição foi disputada entre os dias 23 de fevereiro e 1 de março, na cidade de Sófia, Bulgária.

## Eventos
- Individual masculino
- Individual feminino
- Duplas
- Dança no gelo

## Medalhistas
| Evento                        | Ouro                                             | Prata                                            | Bronze                                            |
| Individual masculino detalhes | Adam Rippon · Estados Unidos                     | Michal Březina · República Tcheca                | Artem Grigoriev · Rússia                          |
| Individual feminino detalhes  | Alena Leonova · Rússia                           | Caroline Zhang · Estados Unidos                  | Ashley Wagner · Estados Unidos                    |
| Duplas detalhes               | Lubov Iliushechkina · Nodari Maisuradze · Rússia | Anastasia Martiusheva · Alexei Rogonov · Rússia  | Marissa Castelli · Simon Shnapir · Estados Unidos |
| Dança no gelo detalhes        | Madison Chock · Greg Zuerlein · Estados Unidos   | Maia Shibutani · Alex Shibutani · Estados Unidos | Ekaterina Riazanova · Jonathan Guerreiro · Rússia |

## Resultados

### Individual masculino
| Pos.                                                  | Nome                  | Nacionalidade    | Pontos | PC         | PL          |
| ----------------------------------------------------- | --------------------- | ---------------- | ------ | ---------- | ----------- |
| Medalha de ouro                                       | Adam Rippon           | Estados Unidos   | 222.00 | 74.30 (1)  | 147.70 (1)  |
| Medalha de prata                                      | Michal Březina        | República Tcheca | 204.88 | 69.55 (2)  | 135.33 (2)  |
| Medalha de bronze                                     | Artem Grigoriev       | Rússia           | 184.40 | 65.11 (4)  | 119.29 (3)  |
| 4                                                     | Denis Ten             | Cazaquistão      | 183.77 | 64.80 (5)  | 118.97 (4)  |
| 5                                                     | Curran Oi             | Estados Unidos   | 182.89 | 69.40 (3)  | 113.49 (7)  |
| 6                                                     | Yang Chao             | China            | 177.86 | 62.25 (7)  | 115.61 (6)  |
| 7                                                     | Song Nan              | China            | 175.44 | 58.70 (10) | 116.74 (5)  |
| 8                                                     | Elladj Balde          | Canadá           | 170.76 | 60.63 (8)  | 110.13 (8)  |
| 9                                                     | Kevin Reynolds        | Canadá           | 169.36 | 63.81 (6)  | 105.55 (10) |
| 10                                                    | Ross Miner            | Estados Unidos   | 164.80 | 59.15 (9)  | 105.65 (9)  |
| 11                                                    | Nikolai Bondar        | Ucrânia          | 161.93 | 57.75 (13) | 104.18 (11) |
| 12                                                    | Yuzuru Hanyu          | Japão            | 161.77 | 58.18 (11) | 103.59 (13) |
| 13                                                    | Alexander Majorov     | Suécia           | 154.06 | 58.15 (12) | 95.91 (16)  |
| 14                                                    | Denis Wieczorek       | Alemanha         | 153.73 | 54.20 (15) | 99.53 (15)  |
| 15                                                    | Florent Amodio        | França           | 153.70 | 49.80 (19) | 103.90 (12) |
| 16                                                    | Stanislav Kovalev     | Rússia           | 151.93 | 50.26 (18) | 101.67 (14) |
| 17                                                    | Peter Reitmayer       | Eslováquia       | 150.85 | 55.65 (14) | 95.20 (17)  |
| 18                                                    | Mark Vaillant         | França           | 145.90 | 52.59 (16) | 93.31 (20)  |
| 19                                                    | Javier Raya           | Espanha          | 144.19 | 50.50 (17) | 93.69 (19)  |
| 20                                                    | Petr Coufal           | República Tcheca | 143.45 | 48.40 (21) | 95.05 (18)  |
| 21                                                    | Ruben Errampalli      | Itália           | 133.03 | 45.93 (24) | 87.10 (21)  |
| 22                                                    | Kim Min-Seok          | Coreia do Sul    | 129.87 | 46.73 (23) | 83.14 (22)  |
| 23                                                    | Viktor Romanenkov     | Estônia          | 124.09 | 49.11 (20) | 74.98 (23)  |
| 24                                                    | Matthew Precious      | Austrália        | 121.93 | 47.04 (22) | 74.89 (24)  |
| 25                                                    | Pavel Petrov Savinov  | Bulgária         | 88.59  | 30.84 (37) | 57.75 (25)  |
| Não avançaram para a patinação livre / programa longo |                       |                  |        |            |             |
| 26                                                    | Sebastian Iwasaki     | Polônia          | 45.20  | 45.20 (25) |             |
| 27                                                    | Stephen Li-Chung Kuo  | Taipé Chinesa    | 43.14  | 43.14 (26) |             |
| 28                                                    | Ruben Blommaert       | Bélgica          | 43.12  | 43.12 (27) |             |
| 29                                                    | Matthew Parr          | Reino Unido      | 42.84  | 42.84 (28) |             |
| 30                                                    | Bela Papp             | Finlândia        | 42.59  | 42.59 (29) |             |
| 31                                                    | Engin Ali Artan       | Turquia          | 40.16  | 40.16 (30) |             |
| 32                                                    | Sarkis Hairapetyan    | Armênia          | 39.18  | 39.18 (31) |             |
| 33                                                    | Saulius Ambrulevičius | Lituânia         | 38.01  | 38.01 (32) |             |
| 34                                                    | Dmitri Kagirov        | Bielorrússia     | 37.98  | 37.98 (33) |             |
| 35                                                    | Mario-Rafael Ionian   | Áustria          | 37.74  | 37.74 (34) |             |
| 36                                                    | Tomi Pulkkinen        | Suíça            | 33.37  | 33.37 (35) |             |
| 37                                                    | Zsolt Kosz            | Romênia          | 33.24  | 33.24 (36) |             |
| 38                                                    | Beka Shankulashvili   | Geórgia          | 30.74  | 30.74 (38) |             |
| 39                                                    | Boyito Mulder         | Países Baixos    | 29.71  | 29.71 (39) |             |
| 40                                                    | Ivor Mikolcevic       | Croácia          | 26.55  | 26.55 (40) |             |
| 41                                                    | Cameron Hems          | Nova Zelândia    | 25.91  | 25.91 (41) |             |

### Individual feminino
| Pos.                                                  | Nome                     | Nacionalidade        | Pontos | PC         | PL         |
| ----------------------------------------------------- | ------------------------ | -------------------- | ------ | ---------- | ---------- |
| Medalha de ouro                                       | Alena Leonova            | Rússia               | 157.18 | 55.50 (3)  | 101.68 (2) |
| Medalha de prata                                      | Caroline Zhang           | Estados Unidos       | 154.67 | 47.64 (10) | 107.03 (1) |
| Medalha de bronze                                     | Ashley Wagner            | Estados Unidos       | 153.57 | 57.50 (2)  | 96.07 (3)  |
| 4                                                     | Joshi Helgesson          | Suécia               | 139.89 | 55.14 (4)  | 84.75 (6)  |
| 5                                                     | Katrina Hacker           | Estados Unidos       | 139.68 | 51.06 (5)  | 88.62 (4)  |
| 6                                                     | Elene Gedevanishvili     | Geórgia              | 138.32 | 60.32 (1)  | 78.00 (11) |
| 7                                                     | Sarah Hecken             | Alemanha             | 135.83 | 48.14 (9)  | 87.69 (5)  |
| 8                                                     | Ivana Reitmayerová       | Eslováquia           | 129.40 | 48.34 (6)  | 81.06 (8)  |
| 9                                                     | Oksana Gozeva            | Rússia               | 126.70 | 44.54 (15) | 82.16 (7)  |
| 10                                                    | Isabel Drescher          | Alemanha             | 126.65 | 48.16 (8)  | 78.49 (10) |
| 11                                                    | Francesca Rio            | Itália               | 122.70 | 48.24 (7)  | 74.46 (12) |
| 12                                                    | Maé Bérénice Méité       | França               | 122.53 | 43.98 (16) | 78.55 (9)  |
| 13                                                    | Diane Szmiett            | Canadá               | 119.09 | 47.48 (12) | 71.61 (15) |
| 14                                                    | Miriam Ziegler           | Áustria              | 116.20 | 42.92 (19) | 73.28 (13) |
| 15                                                    | Svetlana Issakova        | Estônia              | 115.14 | 43.38 (18) | 71.76 (14) |
| 16                                                    | Haruka Imai              | Japão                | 113.24 | 43.58 (17) | 69.66 (16) |
| 17                                                    | Chaochih Liu             | Taipé Chinesa        | 112.49 | 46.82 (13) | 65.67 (18) |
| 18                                                    | Geng Bingwa              | China                | 111.71 | 47.54 (11) | 64.17 (21) |
| 19                                                    | Eleonora Vinnichenko     | Ucrânia              | 110.66 | 42.42 (20) | 68.24 (17) |
| 20                                                    | Sonia Lafuente           | Espanha              | 109.27 | 46.16 (14) | 63.11 (22) |
| 21                                                    | Kathryn Kang             | Canadá               | 104.82 | 40.38 (23) | 64.44 (20) |
| 22                                                    | Kwak Min-Jung            | Coreia do Sul        | 103.69 | 38.94 (24) | 64.75 (19) |
| 23                                                    | Karly Robertson          | Reino Unido          | 102.53 | 40.58 (22) | 61.95 (23) |
| 24                                                    | Katsiarina Pakhamovich   | Bielorrússia         | 88.50  | 41.18 (21) | 47.32 (25) |
| 25                                                    | Stefanie Pechlaner       | Bulgária             | 76.45  | 28.82 (44) | 47.63 (24) |
| Não avançaram para a patinação livre / programa longo |                          |                      |        |            |            |
| 26                                                    | Mari Suzuki              | Japão                | 38.50  | 38.50 (25) |            |
| 27                                                    | Romy Bühler              | Suíça                | 37.60  | 37.60 (26) |            |
| 28                                                    | Manouk Gijsman           | Países Baixos        | 37.44  | 37.44 (27) |            |
| 29                                                    | Karina Johnson           | Dinamarca            | 37.26  | 37.26 (28) |            |
| 30                                                    | Mimi Tanasorn Chindasook | Tailândia            | 37.02  | 37.02 (29) |            |
| 31                                                    | Alexandra Rout           | Nova Zelândia        | 36.56  | 36.56 (30) |            |
| 32                                                    | Angelica Olsson          | Suécia               | 36.50  | 36.50 (31) |            |
| 33                                                    | Anne Line Gjersem        | Noruega              | 34.30  | 34.30 (32) |            |
| 34                                                    | Alexandria Riordan       | Polônia              | 34.04  | 34.04 (33) |            |
| 35                                                    | Beatrice Rozinskaite     | Lituânia             | 33.38  | 33.38 (34) |            |
| 36                                                    | Chelsea Rose Chiappa     | Hungria              | 33.26  | 33.26 (35) |            |
| 37                                                    | Georgia Glastris         | Grécia               | 32.74  | 32.74 (36) |            |
| 38                                                    | Matleena Laakso          | Finlândia            | 32.36  | 32.36 (37) |            |
| 39                                                    | Jaimee Nobbs             | Austrália            | 32.02  | 32.02 (38) |            |
| 40                                                    | Zanna Pugaca             | Letônia              | 31.28  | 31.28 (39) |            |
| 41                                                    | Kristina Kostkova        | República Tcheca     | 31.06  | 31.06 (40) |            |
| 42                                                    | Reyna Hamui              | México               | 30.98  | 30.98 (41) |            |
| 43                                                    | Mary Grace Baldo         | Filipinas            | 30.66  | 30.66 (42) |            |
| 44                                                    | Sofia Bardakov           | Israel               | 29.52  | 29.52 (43) |            |
| 45                                                    | Noora Pitkänen           | Finlândia            | 28.22  | 28.22 (45) |            |
| 46                                                    | Daša Grm                 | Eslovênia            | 28.14  | 28.14 (46) |            |
| 47                                                    | Maria Dikanovic          | Croácia              | 27.08  | 27.08 (47) |            |
| 48                                                    | Lydia Fuentes            | Andorra              | 27.04  | 27.04 (48) |            |
| 49                                                    | Laurie Lougsami          | Bélgica              | 26.72  | 26.72 (49) |            |
| 50                                                    | Armine Stambultsyan      | Armênia              | 26.50  | 26.50 (50) |            |
| 51                                                    | Birce Atabey             | Turquia              | 24.14  | 24.14 (51) |            |
| 52                                                    | Mila Petrovic            | Sérvia               | 23.54  | 23.54 (52) |            |
| 53                                                    | Naida Akšamija           | Bósnia e Herzegovina | 20.08  | 20.08 (53) |            |
| 54                                                    | Anja Chong               | Singapura            | 15.46  | 15.46 (54) |            |

### Duplas
| Pos.                                                  | Nome                                       | Nacionalidade    | Pontos | PC         | PL         |
| ----------------------------------------------------- | ------------------------------------------ | ---------------- | ------ | ---------- | ---------- |
| Medalha de ouro                                       | Lubov Iliushechkina / Nodari Maisuradze    | Rússia           | 144.32 | 55.12 (1)  | 89.20 (2)  |
| Medalha de prata                                      | Anastasia Martiusheva / Alexei Rogonov     | Rússia           | 138.59 | 44.60 (11) | 93.99 (1)  |
| Medalha de bronze                                     | Marissa Castelli / Simon Shnapir           | Estados Unidos   | 137.47 | 49.10 (2)  | 88.37 (4)  |
| 4                                                     | Paige Lawrence / Rudi Swiegers             | Canadá           | 137.07 | 48.64 (4)  | 88.43 (3)  |
| 5                                                     | Ekaterina Sheremetieva / Mikhail Kuznetsov | Rússia           | 134.80 | 48.84 (3)  | 85.96 (5)  |
| 6                                                     | Maddison Bird / Raymond Schultz            | Canadá           | 127.63 | 46.60 (6)  | 81.03 (6)  |
| 7                                                     | Narumi Takahashi / Mervin Tran             | Japão            | 126.64 | 45.98 (8)  | 80.66 (7)  |
| 8                                                     | Zhang Yue / Wang Lei                       | China            | 125.30 | 45.98 (7)  | 79.32 (8)  |
| 9                                                     | Brynn Carman / Chris Knierim               | Estados Unidos   | 124.93 | 45.94 (9)  | 78.99 (9)  |
| 10                                                    | Anaïs Morand / Antoine Dorsaz              | Suíça            | 123.60 | 47.28 (5)  | 76.32 (10) |
| 11                                                    | Cheng Duo / Gao Yu                         | China            | 119.73 | 44.94 (10) | 74.79 (11) |
| 12                                                    | Maria Sergejeva / Ilja Glebov              | Estônia          | 116.38 | 44.36 (12) | 72.02 (12) |
| 13                                                    | Krystyna Klimczak / Janusz Karweta         | Polônia          | 107.81 | 40.58 (14) | 67.23 (13) |
| 14                                                    | Camille Foucher / Bruno Massot             | França           | 104.26 | 40.98 (13) | 63.28 (15) |
| 15                                                    | Carolina Gillespie / Daniel Aggiano        | Itália           | 101.43 | 37.94 (15) | 63.49 (14) |
| 16                                                    | Gabriela Čermanová / Martin Hanulák        | Eslováquia       | 101.08 | 37.92 (16) | 63.16 (16) |
| 17                                                    | Alexandra Herbrikova / Lukas Ovcacek       | República Tcheca | 98.26  | 37.40 (17) | 60.86 (17) |
| 18                                                    | Marylie Jorg / Benjamin Koenderink         | Países Baixos    | 97.63  | 37.04 (18) | 60.59 (18) |
| 19                                                    | Rie Aoi / Wen Xiong Guo                    | Hong Kong        | 91.28  | 33.66 (20) | 57.62 (19) |
| 20                                                    | Anna Khnychenkova / Sergei Kulbach         | Ucrânia          | 87.81  | 34.24 (19) | 53.57 (20) |
| Não avançaram para a patinação livre / programa longo |                                            |                  |        |            |            |
| 21                                                    | Tameron Drake / Edward Alton               | Reino Unido      | 30.82  | 30.82 (21) |            |

### Dança no gelo
| Pos.                                | Nome                                     | Nacionalidade    | Pontos | DC         | DO         | DL         |
| ----------------------------------- | ---------------------------------------- | ---------------- | ------ | ---------- | ---------- | ---------- |
| Medalha de ouro                     | Madison Chock / Greg Zuerlein            | Estados Unidos   | 172.55 | 33.15 (1)  | 57.29 (1)  | 82.11 (1)  |
| Medalha de prata                    | Maia Shibutani / Alex Shibutani          | Estados Unidos   | 162.15 | 29.71 (5)  | 52.10 (4)  | 80.34 (2)  |
| Medalha de bronze                   | Ekaterina Riazanova / Jonathan Guerreiro | Rússia           | 161.80 | 29.02 (7)  | 53.80 (2)  | 78.98 (3)  |
| 4                                   | Madison Hubbell / Keiffer Hubbell        | Estados Unidos   | 161.34 | 31.39 (2)  | 53.44 (3)  | 76.51 (4)  |
| 5                                   | Kharis Ralph / Asher Hill                | Canadá           | 152.76 | 30.09 (4)  | 49.58 (6)  | 73.09 (5)  |
| 6                                   | Ekaterina Pushkash / Dmitri Kiselev      | Rússia           | 150.21 | 30.44 (3)  | 50.30 (5)  | 69.47 (9)  |
| 7                                   | Karen Routhier / Eric Saucke-Lacelle     | Canadá           | 149.50 | 29.24 (6)  | 48.06 (8)  | 72.20 (6)  |
| 8                                   | Lucie Myslivečková / Matěj Novák         | República Tcheca | 146.04 | 27.80 (11) | 49.18 (7)  | 69.06 (10) |
| 9                                   | Lorenza Alessandrini / Simone Vaturi     | Itália           | 145.61 | 27.81 (10) | 47.67 (9)  | 70.13 (8)  |
| 10                                  | Terra Findlay / Benoît Richaud           | França           | 145.17 | 26.82 (13) | 47.11 (10) | 71.24 (7)  |
| 11                                  | Marina Antipova / Artem Kudashev         | Rússia           | 138.86 | 28.57 (8)  | 45.00 (13) | 65.29 (12) |
| 12                                  | Tarrah Harvey / Keith Gagnon             | Canadá           | 138.38 | 27.53 (12) | 45.33 (12) | 65.52 (11) |
| 13                                  | Alisa Agafonova / Dmitri Dun             | Ucrânia          | 134.86 | 27.92 (9)  | 45.55 (11) | 61.39 (14) |
| 14                                  | Guan Xueting / Wang Meng                 | China            | 124.32 | 25.37 (15) | 36.16 (25) | 62.79 (13) |
| 15                                  | Nikki Georgiadis / Graham Hockley        | Grécia           | 121.32 | 23.21 (18) | 39.52 (16) | 58.59 (15) |
| 16                                  | Sonja Pauli / Tobias Eisenbauer          | Áustria          | 121.07 | 24.52 (17) | 38.81 (18) | 57.74 (17) |
| 17                                  | Nikola Višňová / Lukáš Csolley           | Eslováquia       | 121.03 | 22.76 (20) | 40.16 (15) | 58.11 (16) |
| 18                                  | Genevieve Deutch / Evan Roberts          | Reino Unido      | 120.97 | 26.37 (14) | 41.69 (14) | 52.91 (22) |
| 19                                  | Charlene Guignard / Guillaume Paulmier   | França           | 119.88 | 24.56 (16) | 38.22 (19) | 57.10 (18) |
| 20                                  | Paola Amati / Marco Fabbri               | Itália           | 115.66 | 22.61 (21) | 37.38 (23) | 55.67 (20) |
| 21                                  | Dora Turoczi / Balazs Major              | Hungria          | 115.16 | 22.23 (24) | 37.17 (24) | 55.76 (19) |
| 22                                  | Dominique Dieck / Michael Zenkner        | Alemanha         | 114.29 | 22.48 (22) | 37.65 (21) | 54.16 (21) |
| 23                                  | Anastasia Galyeta / Alexei Shumski       | Ucrânia          | 113.04 | 23.12 (19) | 39.17 (17) | 50.75 (23) |
| 24                                  | Oksana Klimova / Sasha Palomäki          | Finlândia        | 111.22 | 22.44 (23) | 38.08 (20) | 50.70 (24) |
| 25                                  | Lora Semova / Dimitar Lichev             | Bulgária         | 99.11  | 20.29 (29) | 31.28 (29) | 47.54 (25) |
| Não avançaram para a dança livre    |                                          |                  |        |            |            |            |
| 26                                  | Lesia Valadzenkava / Vitali Vakunov      | Bielorrússia     | 57.95  | 20.36 (28) | 37.59 (22) |            |
| 27                                  | Justyna Plutowska / Dawid Pietrzyński    | Polônia          | 56.44  | 21.86 (25) | 34.58 (26) |            |
| 28                                  | Ramona Elsener / Florian Roost           | Suíça            | 54.41  | 19.91 (30) | 34.50 (27) |            |
| 29                                  | Kristina Kiudmaa / Aleksei Trohlev       | Estônia          | 53.47  | 20.45 (27) | 33.02 (28) |            |
| 30                                  | Alissandra Aronow / Aleksandr Pirogov    | Lituânia         | 52.72  | 21.80 (26) | 30.92 (30) |            |
| Não avançaram para a dança original |                                          |                  |        |            |            |            |
| 31                                  | Ariana Weintraub / Avidan Brown          | Israel           | 19.87  | 19.87 (31) |            |            |
| 32                                  | Sara Hurtado / Adria Diaz                | Espanha          | 19.86  | 19.86 (32) |            |            |
| 33                                  | Maria Popkova / Viktor Kovalenko         | Uzbequistão      | 19.77  | 19.77 (33) |            |            |

## Quadro de medalhas
| Ordem | País             | Medalha de ouro | Medalha de prata | Medalha de bronze |    | Ordem por total |
| ----- | ---------------- | --------------- | ---------------- | ----------------- | -- | --------------- |
| 1     | Estados Unidos   | 2               | 2                | 2                 | 6  | 1               |
| 2     | Rússia           | 2               | 1                | 2                 | 5  | 2               |
| 3     | República Tcheca |                 | 1                |                   | 1  | 3               |
| TOTAL | TOTAL            | 4               | 4                | 4                 | 12 | —               |